# Mediterraneo Marine Park
Le Mediterraneo Marine Park est un parc à thème marin maltais situé sur la côte nord de l'île de Malte, à In-Naxxar, dans la communauté villageoise de Baħar iċ-Ċagħaq. Il comprend notamment un delphinarium présentant des grands dauphins. Il présente aussi des lions de mer et des reptiles ainsi que des spectacles de perroquets. Il comprend par ailleurs une grande aire de jeux pour enfants. Il est géré par le groupe italien Costa Edutainment, qui gère aussi notamment deux autres delphinariums (Aquarium de Gênes et Oltremare). 
Le Mediterraneo Marine Park est situé à côté du Splash and Fun Water Park.

## Historique
La société Mundo Aquático, SA. fondée par l'argentin Pedro Lavia qui à l'origine du Mediterraneo Marine Park, est aussi à l'origine de nombreux autres projets dont le Zoomarine Roma et le Zoomarine (Portugal),.

## Installations
Les dauphins et les lions de mer sont logés dans des bassins d'eau de mer et sont dressés pour les spectacles, qui ont lieu plusieurs fois par jour. En outre, les visiteurs peuvent nager avec les dauphins dans un des deux bassins dédiés.

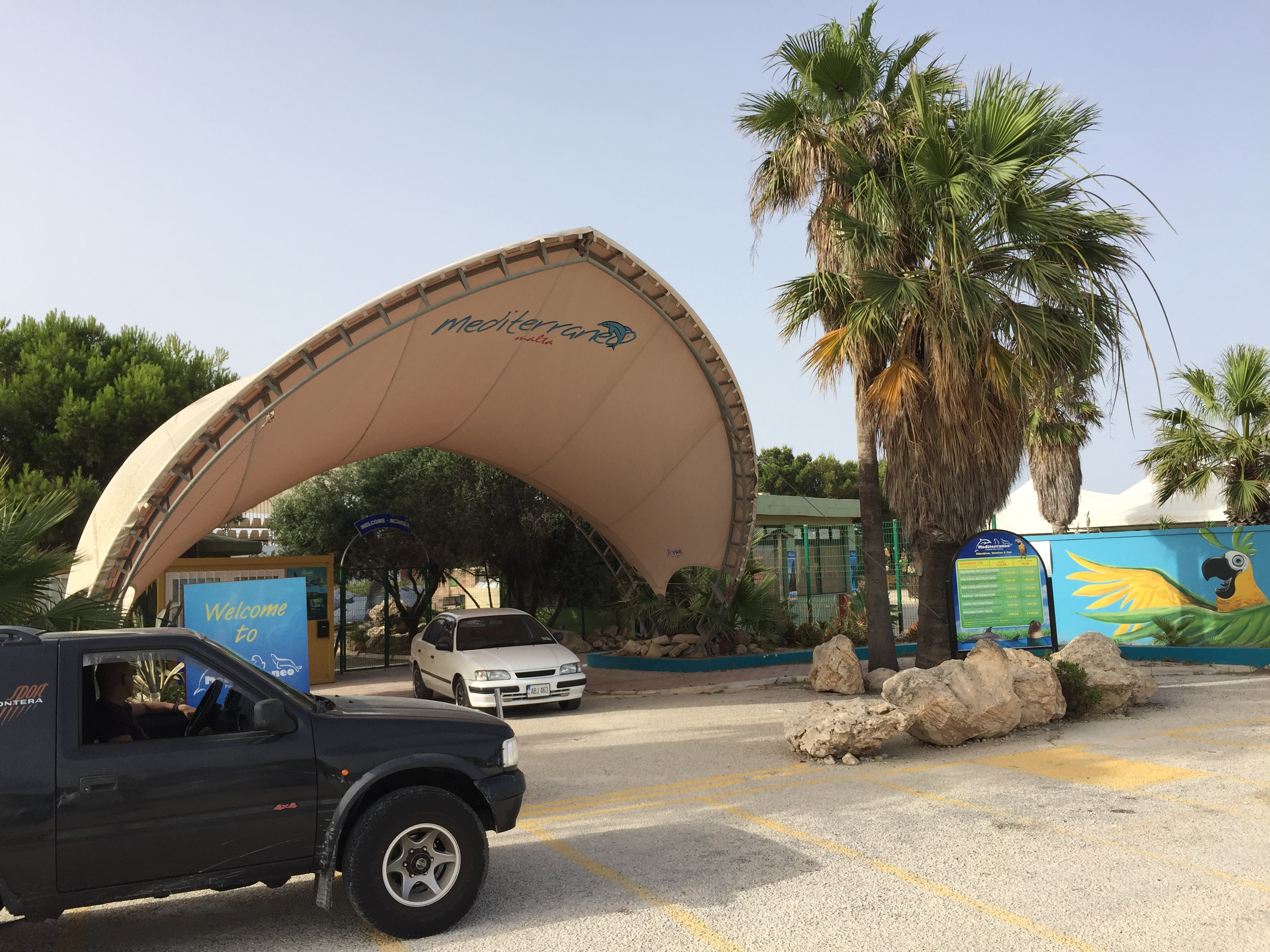
Entrée du Mediterraneo Marine Park.
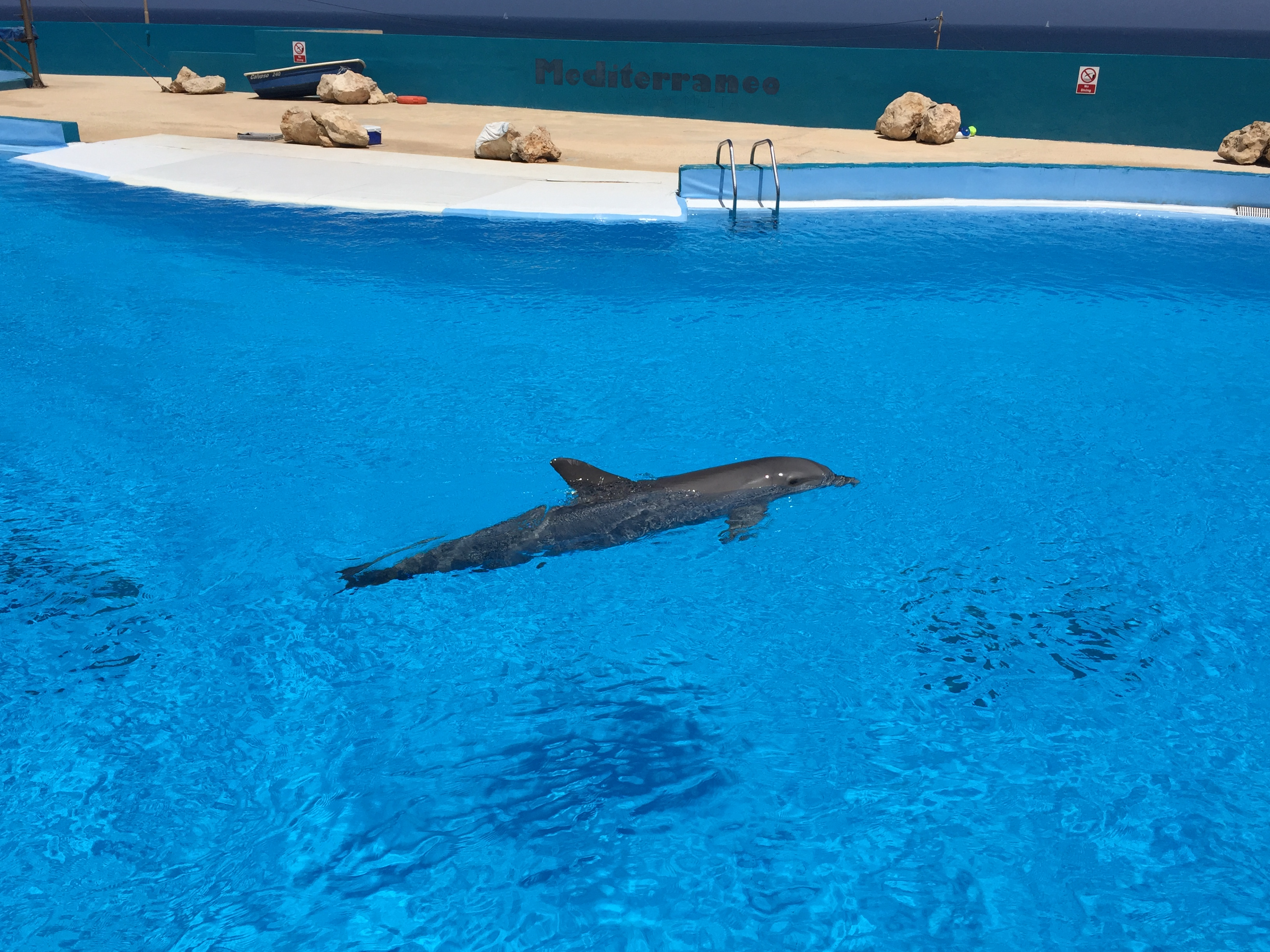
Dauphin au delphinarium.
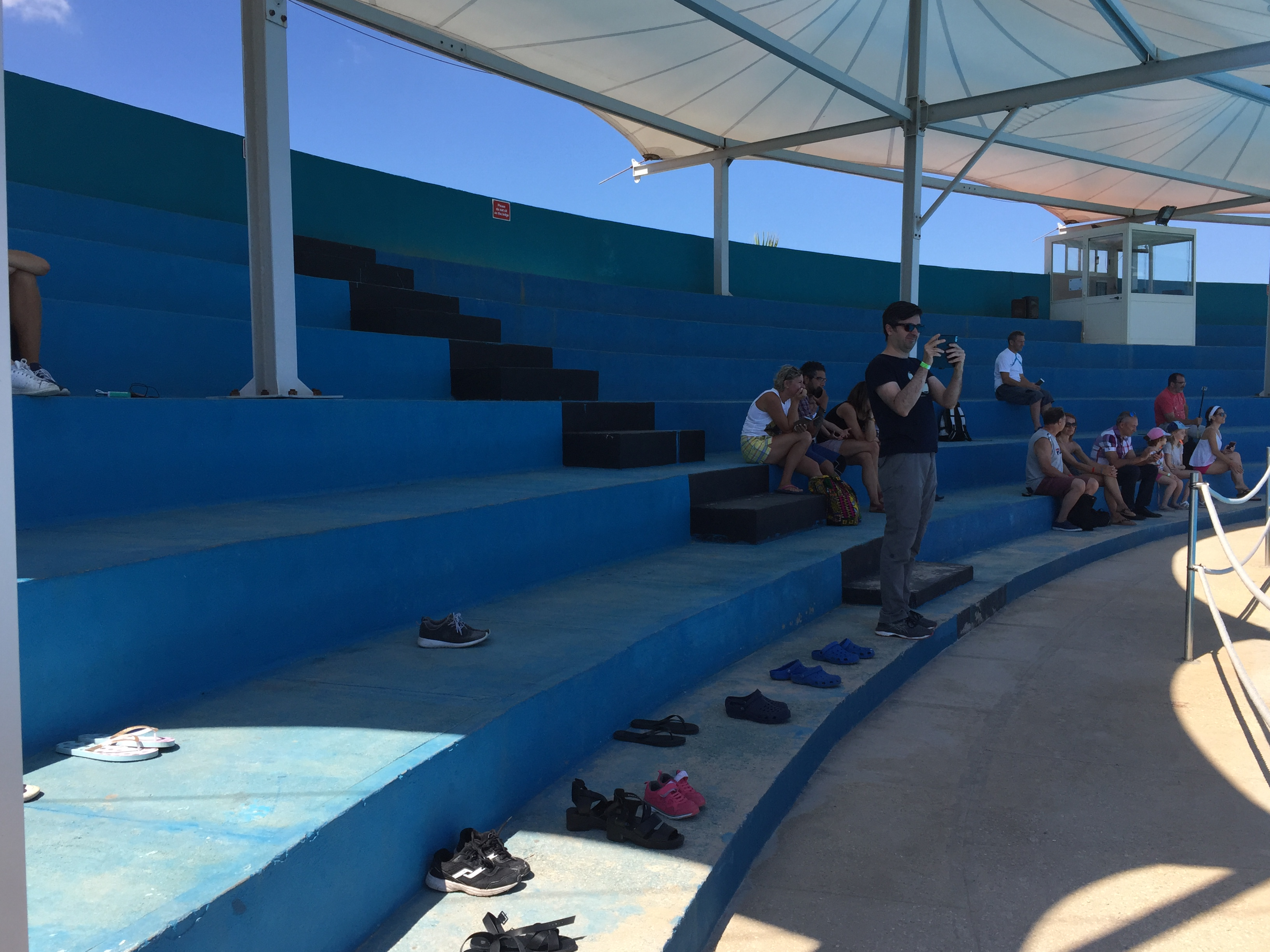
Les accompagnateurs des nageurs au Delphinarium.
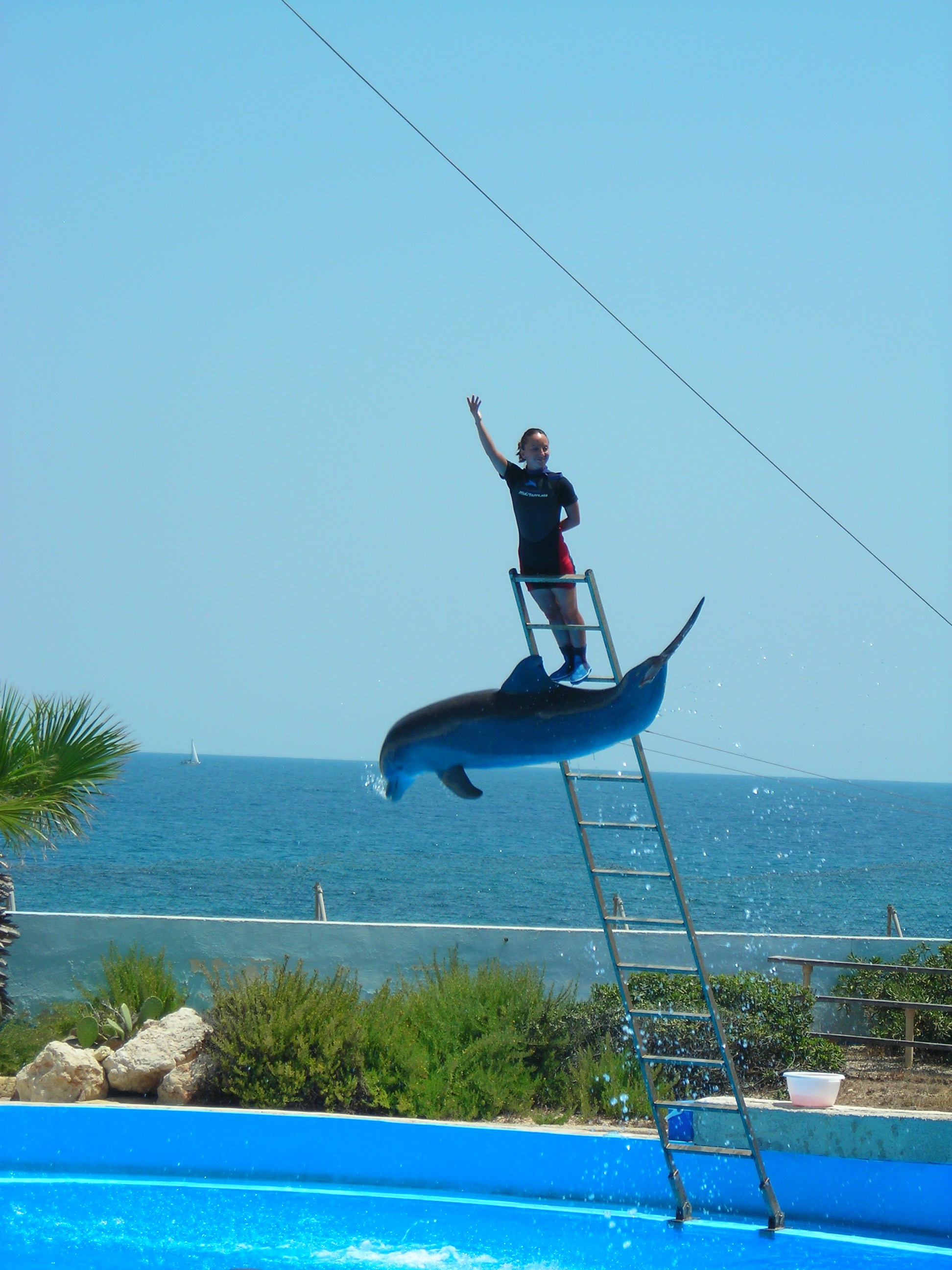
Spectacle de dauphins au Mediterraneo Marine Park.

Les dauphins Ninu et Cha sont nés dans le parc en 2010.
En 2022, le biologiste italien Pietro Pecchioni reprend la direction du parc. En 2023, trois dauphins femelles décèdent après avoir ingéré des aliments contenant du plomb.
Malte interdit l'usage d'animaux dans les cirques depuis 2014, et certaines associations de défense des animaux ont reproché au Mediterraneo d'être un cirque animal déguisé en zoo.

### Delphinarium
En 2017, le parc présente un groupe de 7 grands dauphins, dont 4 capturés au large de Cuba, et 3 nés sur place en 2010.